# Лагуна Окил (Венустијано Каранза)
Лагуна Окил (шп. Laguna Oquil) насеље је у Мексику у савезној држави Чијапас у општини Венустијано Каранза. Насеље се налази на надморској висини од 816 м.

## Становништво
Према подацима из 2010. године у насељу су живела 4 становника.

### Хронологија
| Година       | 2000         | 2005      | 2010 |
| ------------ | ------------ | --------- | ---- |
| Становништво | 27 (12 / 15) | 8 (6 / 2) | 4    |

### Попис
| # | Индикатор                     | Вредност |
| - | ----------------------------- | -------- |
| 1 | Укупно домаћинстава           | 15       |
| 2 | Укупно насељених домаћинстава | 2        |
| 3 | Величина локације             | 1        |